# 잉글랜드의 영어
잉글랜드에서 사용되고 쓰이는 영어는 다양한 범위의 악센트와 방언을 포함한다. 이 언어는 영국의 다른 변이형과 함께 더 넓은 영국 영어의 일부를 이룬다. 잉글랜드에서 사용되고 쓰이는 영어를 지칭하는 용어로는 잉글랜드 영어와 앵글로-영어가 있다.
관련 용어인 영국 영어는 모호하여 여러 방식으로 사용되고 해석될 수 있지만, 일반적으로 앵글로-영어, 웨일스 영어, 스코틀랜드 영어에 공통적인 특징을 설명하는 데 사용된다.
잉글랜드, 웨일스, 스코틀랜드는 그레이트브리튼섬에 있는 세 가지 전통적인 구성국이다. 네 번째 영국의 구성국인 북아일랜드의 주요 방언은 얼스터 영어로, 일반적으로 아일랜드 영어의 방언으로 간주된다.

## 일반적인 특징
잉글랜드 전역에는 다양한 악센트와 방언이 있으며, 사람들은 종종 자신들의 지역 악센트나 방언에 대해 매우 자랑스러워한다. 그러나 조지 버나드 쇼의 발언에서 보듯이, 악센트와 방언은 사회 계급 차이, 경쟁 또는 기타 관련 편견을 부각시키기도 한다.
| “ | 영국인은 입을 열 때마다 다른 영국인이 자신을 싫어하거나 경멸하게 만들 수밖에 없다. | ” |

악센트에 대한 자부심과 더불어, 많은 전통적인 노동 계급 방언에는 낙인이 찍히기도 한다. 볼턴 방언에 대한 그의 연구에서 그레이엄 쇼록스(Graham Shorrocks)는 다음과 같이 썼다.
| “ | 나는 말 그대로 입을 열기 너무 부끄러워서 낯선 사람과의 대화를 피하거나 결코 즐길 수 없었던 사람들을 개인적으로 알고 있다. 사람들에게는 – 종종 학교에서, 그리고 분명히 사회 전반에서 – 방언이 틀리고, 불순하고, 천박하고, 서투르고, 추하고, 부주의하고, 조잡하며, 무지하고, 전적으로 열등하다고 주입되었다. 더욱이, 최근 영국 사회에서 언어, 특히 악센트와 사회 계급 및 가치 사이의 특히 밀접한 연관성은 지역 방언을 사회적 상승 이동의 장애물로 만들었다. | ” |

잉글랜드에서 가장 크게 인식되는 세 가지 방언 그룹은 남부 잉글랜드 방언, 미들랜즈 영어 방언, 북잉글랜드 영어 방언이다. 가장 두드러진 등어선은 foot–strut 분리로, 대략 중-슈롭셔주(웨일스 국경)에서 버밍엄 남쪽, 그리고 더 워시까지 이어진다. 이 등어선 남쪽(미들랜즈 및 남부 방언)에서는 중세 영어 음소 /ʊ/가 /ʌ/(cut, strut처럼)와 /ʊ/(put, foot)로 분리되었지만, 이 변화는 등어선 북쪽에서는 발생하지 않았다.
대부분의 앵글로-영어 원어민은 화자가 잉글랜드의 어느 지역 출신인지 대략적으로 알 수 있으며, 전문가나 현지인들은 이를 몇 마일 이내로 좁힐 수 있다. 역사적으로 이러한 차이는 다른 지역 출신 사람들 사이의 이해에 큰 장애물이 될 수 있었다. 또한 큰 도시가 주변 시골 지역과는 매우 다른 악센트를 가진 경우가 많다(예: 브리스틀과 에이번, 헐과 이스트 라이딩, 리버풀과 랭커셔). 비록 이러한 차이가 일부 지역에서는 줄어들었지만 말이다. 화자들은 또한 공개적인 장소에서 특히 용인 발음(RP)과 표준 영어를 향해 발음과 어휘를 바꿀 수 있다.
앵글로-영어를 포함한 영국과 아일랜드 영어 변이형은 존 C. 웰스(John C. Wells, 1982)에서 논의된다. 앵글로-영어의 일부 특징은 다음과 같다.
- 이 방언의 대부분의 버전은 비-R 발음을 가지고 있으며, 이는 /r/이 음절 꼬리 위치에서 발음되지 않음을 의미한다. 비-R 발음은 오스트레일리아 영어, 뉴질랜드 영어, 남아프리카 영어, 뉴욕시 영어[10], 미국 흑인 영어 및 남부 미국 영어의 몇몇 방언을 포함하여 영어권의 다른 지역에서도 발견되며, 영연방 전역에서 사용되는 대부분의 비원어민 변이형에서도 발견된다.[11][확인 필요][12] R-발음은 현재 웨스트컨트리, 랭커셔주 일부 지역, 잉글랜드 최북단 및 코비 (노샘프턴셔주) 타운에서 존재한다. 이 마지막 두 지역에서 R-발음의 존재는 현지 언어에 대한 스코틀랜드어의 영향으로 설명될 수 있다. 또한, 적어도 한 명의 미국, 캐나다, 아일랜드 또는 스코틀랜드(따라서 R-발음 악센트를 가진) 부모를 둔 자녀이면서 잉글랜드에서 자라거나 교육받은 사람들은 일반적으로 비-R 발음 악센트를 사용한다.
- 위에서 언급했듯이, 방언의 북부 버전은 foot–strut 분리가 없으므로 /ʊ/와 /ʌ/ 사이에 구별이 없어서 put과 putt이 /pʊt/으로 동음이의어가 된다.
- 남부 변이형에서는 bath, cast, dance, fast, after, castle, grass 등의 단어가 calm에서 발견되는 장모음(즉, [ɑː] 또는 유사 모음)으로 발음되는 반면, 미들랜즈 및 북부 변이형에서는 trap 또는 cat과 동일한 모음인 일반적으로 [a]로 발음된다. 자세한 내용은 트랩-배스 분리를 참조하라. 웨스트컨트리(West Country)의 일부 지역은 TRAP와 BATH 세트 모두에서 [aː]를 사용한다. 브리스틀 지역은 잉글랜드 남부에 있지만 BATH에서 짧은 [a]를 사용한다.[13]
- 많은 변이형에서 h-탈락이 발생하여 harm과 arm이 동음이의어가 된다. 이는 잉글랜드 대부분 지역에서 노동 계급 악센트의 특징이지만, 전통적으로 낙인이 찍혔으며(코미디 뮤지컬 마이 페어 레이디가 이를 빠르게 활용한 사실), 지금은 덜하다.[14] 이는 지리적으로 광범위했지만, 언어학자 A. C. Gimson은 이것이 최북단, 이스트 앵글리아, 에식스주, 윌트셔주 또는 서머싯주까지는 미치지 않는다고 언급했다.[15] 과거에는 노동 계급 사람들이 h를 어디에서 발음해야 할지 종종 확신하지 못했으며, "제대로" 말하려고 할 때 모음으로 시작하는 어떤 단어 앞에도 h를 붙이는 경우가 많았다(예: enormous 대신 "henormous", icicles 대신 "hicicles"). 이는 잉글랜드 방언 조사에서 "과잉교정 h"로 언급되었고, 문학에서도 참조된다(예: 대니의 챔피언에 나오는 경찰관).
- 개재 모음 /t/에 대한 성문 파열음은 이제 전국적으로 젊은 화자들 사이에서 흔하며, 원래는 남동부와 이스트 앵글리아의 일부 지역에만 국한되었다.[16]
- wine과 whine에서 /w/와 /hw/ 사이의 구별이 사라져 "wh"는 일관되게 /w/로 발음된다.
- 대부분의 변이형은 horse–hoarse 합류를 가지고 있다. 그러나 일부 북부 악센트는 구별을 유지하여 for/four, horse/hoarse 및 morning/mourning과 같은 단어 쌍을 다르게 발음한다.[17]
- suit, Zeus, lute의 자음군 /sj/, /zj/, /lj/는 일부 화자에 의해 보존된다.
- 많은 남부 변이형은 bad–lad 분리를 가지고 있어 bad /bæːd/와 lad /læd/는 운율이 맞지 않는다.
- 잉글랜드 동부 절반의 대부분 지역에서 RP에서 /ɪz/ 및 /ɪd/(kit의 모음)로 발음되는 복수형 및 과거 분사형 어미는 슈와 /ə/로 발음될 수 있다. 이는 북쪽으로는 웨이크필드까지, 남쪽으로는 에식스주까지 발견될 수 있다. 이는 영어 방언이 일반적으로 남북으로 나뉘는 반면, 발음에서 동서 분열이 일어나는 것이 이례적이다. 또 다른 동서 분열은 R-음 [r]과 관련이 있다. 이는 로마 시대 도로인 와틀링가 (현대 A5)의 경로 서쪽에서 시골 사람들(특히 노인)의 말에서 들을 수 있으며, 이 도로는 한때 앨프레드 대왕의 웨식스와 잉글랜드 머시아를 동쪽의 덴마크 왕국과 나누었다. R-음 [r]은 동부에서는 거의 발견되지 않는다.
- 산발적으로, 일반적으로 구식 어휘들이 살아남는다: came 대신 과거형으로 come 사용; you 대신 thou 및 ye 사용.

## 시간에 따른 변화
19세기 후반부터 방언에 대한 학술적 관심이 있었다. 주요 저작으로는 A.J. Ellis의 초기 영어 발음에 대하여(On Early English Pronunciation), 조지프 라이트의 영어 방언 문법(English Dialect Grammar), 그리고 역시 조지프 라이트의 영어 방언 사전(English Dialect Dictionary)이 있다. 조지프 라이트는 같은 짧은 텍스트 구절을 읽는 다른 사람들의 말을 들으면서 방언의 모음 소리 차이를 들을 수 있도록 방언 테스트를 개발했다.
1950년대와 1960년대에는 서로 합쳐지는 전통적인 시골 방언의 기록을 보존하기 위해 잉글랜드 방언 조사가 수행되었다. 전통적인 그림은 몇 마일마다 어휘와 발음이 약간씩 변하지만, 완전히 다른 말하는 방식 사이에 날카로운 경계는 없을 것이라는 것이었다. 한 카운티 내에서 다른 마을과 촌락의 악센트는 점진적으로 변화하여 경계 지역 주민들이 이웃 카운티 주민들과 더 비슷하게 들리게 되었다.
더 큰 사회 계급 이동성과 중등 학교에서의 "표준 영어" 교육으로 인해 이 모델은 더 이상 매우 정확하지 않다. 악센트 (사회언어학)/방언에 거의 변화가 없는 일부 잉글랜드 카운티가 있으며, 사람들은 자신들의 악센트를 마을이나 촌락보다는 지역이나 카운티로 분류하는 경향이 더 크다. 농업이 덜 중요해지면서 많은 시골 방언이 사라졌다. 일부 도시 지역 방언도 쇠퇴했다. 예를 들어, 브래드퍼드의 전통적인 방언은 이제 도시에서 거의 사용되지 않으며, 콜센터는 브래드퍼드에 있는 잠재적 직원들이 오늘날 방언적 발화를 거의 사용하지 않는다는 사실 때문에 브래드퍼드를 유용한 장소로 보았다. 일부 지역 콜센터는 브래드퍼드에 매력을 느꼈는데, 그 이유는 브래드퍼드에 상대적으로 이해하기 쉬운 지역 악센트가 있기 때문이라고 밝혔다.
이주의 집중은 마을이나 지역이 자체 악센트를 개발하게 할 수 있다. 이것의 가장 유명한 두 가지 예시는틀:According to whom 리버풀과 코비 (노샘프턴셔주)이다. 리버풀의 방언은 아일랜드어와 웨일스어의 영향을 많이 받아 주변 랭커셔 지역과는 완전히 다르게 들린다. 코비의 방언은 스코트어의 영향을 많이 받아 나머지 노샘프턴셔주와는 완전히 다르게 들린다. Voices 2006 조사에 따르면 영국 일부 지역에 대규모로 정착한 다양한 소수 민족들이 자신들만의 특정 방언을 개발한다. 예를 들어, 영국 아시아인은 자신들의 악센트에 동양적 영향을 미칠 수 있으므로 때로는 도시 방언이 시골 방언만큼 쉽게 식별될 수 있으며, 심지어 남아시아 출신이 아니더라도 마찬가지이다. 전통적인 관점에서는 도시 언어가 주변 시골 지역의 약화된 버전으로만 여겨졌다. 역사적으로 시골 지역은 도시 지역보다 인구 통계가 훨씬 안정적이었지만, 이제는 둘 사이에 작은 차이만이 존재한다. 산업 혁명이 시골 지역에서 도시로 엄청난 유입을 일으킨 이후로 이것이 사실이었던 적은 아마 없을 것이다.

## 지역 악센트 개요
피터 트루질에 따르면, 현대 잉글랜드의 주요 지역 영어 악센트는 다음 기본 특징에 따라 나눌 수 있다. 각 단어 열은 "Very few cars made it up the long hill" 문장에서 기울어진 단어 하나의 발음을 나타낸다. 두 가지 추가적인 구별 특징 — 트랩-배스 분리의 부재 또는 존재, 그리고 GOAT 모음의 실현 — 또한 "path"와 "stone" 열 아래에 표현된다(따라서 문장은 "Very few cars made it up the path of the long stone hill"로 표현될 수 있다).
| 악센트 이름                             | 피터 트루질의 악센트 지역 | 가장 강력한 중심  | very | few   | cars  | made         | up  | path     | long | stone              | hill    |
| --------------------------------------- | ------------------------- | ----------------- | ---- | ----- | ----- | ------------ | --- | -------- | ---- | ------------------ | ------- |
| 조디                                    | 북동부                    | 뉴캐슬/선덜랜드   | /i/  | /juː/ | [ɒː]  | [eː]         | /ʊ/ | /æ/ [a]  | /ŋ/  | [oː]               | [hɪɫ]   |
| 요크셔                                  | 중부 및 하북부            | 리즈/브래드퍼드   | /ɪ/  | /juː/ | [äː]  | [eː]         | /ʊ/ | /æ/ [a]  | /ŋ/  | [oː]               | [ɪɫ]    |
| 랭커셔 (전통)                           | 중앙 랭커셔               | 로센데일          | /ɪ/  | /juː/ | [aːɹ] | [eː]         | /ʊ/ | /æ/ [a]  | /ŋg/ | [oː]               | [ɪɫ]    |
| 스카우스                                | 머지사이드                | 리버풀            | /i/  | /juː/ | [äː]  | [eɪ]         | /ʊ/ | /æ/ [a]  | /ŋg/ | [ou]               | [ɪl]    |
| 맨체스터                                | 북서부                    | 맨체스터/솔퍼드   | /ɪ/  | /juː/ | [äː]  | [eɪ]         | /ʊ/ | /æ/ [a]  | /ŋg/ | [ɔʊ]               | [ɪɫ]    |
| 브러미                                  | 웨스트미들랜즈            | 버밍엄            | /i/  | /juː/ | [ɑː]  | [ʌɪ]         | /ʊ/ | /æ/ [a]  | /ŋg/ | [ʌʊ]               | [ɪɫ]    |
| 이스트미들랜즈                          | 동부, 북부, 남부 미들랜즈 | 링컨              | /i/  | /juː/ | [ɑː]  | [eɪ]         | /ʊ/ | /æ/ [a]  | /ŋ/  | [ʌʊ]               | [ɪl]    |
| 웨스트컨트리                            | 남서부                    | 브리스틀/플리머스 | /i/  | /juː/ | [ɑːɹ] | [ɛi]         | /ʌ/ | /æ/ [aː] | /ŋ/  | [əʊ~ɔʊ]            | [ɪɫ~ɪo] |
| 이스트 앵글리아 (전통)                  | 이스트 앵글리아           | 시골 노퍽/서퍽    | /i/  | /uː/  | [aː]  | [æɪ] or [eː] | /ʌ/ | /æ/ [æ]  | /ŋ/  | [ʊu]               | [(h)ɪl] |
| 런던/에스추어리 (또한 다문화 런던 영어) | 홈 카운티                 | 광역 런던         | /i/  | /juː/ | [ɑː]  | [eɪ~æɪ]      | /ʌ/ | /ɑː/     | /ŋ/  | [ʌʊ], MLE에서 [oː] | [ɪo̯]    |
| RP (현대)                               |                           |                   | /i/  | /juː/ | [ɑː]  | [ɛi]         | /ʌ/ | /ɑː/     | /ŋ/  | [əʊ]               | [hɪɫ]   |

### 남부 잉글랜드
일반적으로 남부 잉글랜드 악센트는 "bath"와 같은 단어에 짧은 a를 사용하지 않는다는 점에서 북부 잉글랜드 악센트와 구별된다. 남동부에서는 broad A가 일반적으로 /f/, /s/ 또는 /θ/ 앞에 사용된다. 즉, "cast"와 "bath"와 같은 단어는 /kæst/, /bæθ/가 아니라 /kɑːst/, /bɑːθ/로 발음된다. 이는 때때로 /nd/ 앞에서도 발생한다. "command"와 "demand"에서는 사용되지만 "brand" 또는 "grand"에서는 사용되지 않는다.
남서부에서는 이러한 단어에 /aː/ 소리가 사용되지만, RP에서 /æ/를 사용하는 단어에도 사용된다. 트랩-배스 분리는 없지만, 둘 다 확장된 전설 모음으로 발음된다.
원래 런던–옥스퍼드–케임브리지 삼각 지대의 상류층 언어에서 유래한 악센트들은 RP의 기초가 된 것으로 특히 주목할 만하다.
남부 잉글랜드 악센트는 세 가지 주요 역사적 영향을 받았다.
1. 런던 악센트, 특히 코크니
2. 용인 발음
3. 남부 시골 악센트(예: 웨스트컨트리, 켄트주, 이스트 앵글리아)

상대적으로 최근에는 첫 두 가지가 사회 계급 이동성과 런던의 확장으로 인해 런던 외 남부 악센트에 점차 영향을 미쳤다. 19세기 중 어느 시점부터 중상류층은 상류층과 관련된 RP 악센트를 포함한 꾸밈새를 채택하기 시작했다. 20세기 후반과 21세기에는 중산층 RP-화자들이 시골 공동체의 구성 요소가 증가하는 것과 같은 다른 사회적 변화가 RP의 확산을 강조했다. 남동부 해안 악센트는 전통적으로 웨스트컨트리와 공통된 여러 특징을 가지고 있었다. 예를 들어, R-발음과 bath, cast 등과 같은 단어의 a: 소리. 그러나 이 지역의 젊은 세대는 비R-발음을 사용하고 bath에서 런던/이스트 앵글리아의 A: 소리를 사용할 가능성이 더 높다.
제2차 세계 대전 이후, 약 백만 명의 런던 시민들이 남동부 전역의 신도시와 확장된 마을로 재배치되었고, 그들만의 독특한 런던 악센트를 가져왔다.
19세기 동안 서식스주, 서리주, 켄트주에서는 독특한 영어 방언이 기록되었다. 이러한 방언들은 개선된 통신과 인구 이동으로 인해 현재는 사멸했거나 거의 사멸 상태이다.

### 남서부 잉글랜드
웨스트컨트리 방언과 악센트는 사우스웨스트잉글랜드, 즉 일반적으로 웨스트컨트리로 알려진 지역의 원주민 인구 대부분이 사용하는 영어 방언과 악센트이다.
이 지역은 브리스틀, 콘월주, 데번주, 도싯주, 서머싯주를 포함하며, 글로스터셔주, 헤리퍼드셔주, 윌트셔주도 보통 포함되지만, 이 지역의 북부 및 동부 경계는 정의하기 어렵고 때로는 더 넓은 지역까지 포함되기도 한다. 웨스트컨트리 악센트는 다른 현대 영어 방언보다 앵글로색슨족의 발음을 훨씬 더 잘 반영한다고 한다.
인근 버크셔주, 옥스퍼드셔주, 햄프셔주, 아일오브와이트주에서는 아마도 1960년대까지 유사한 악센트와 실제로 독특한 지역 방언을 접할 수 있었다. 현재는 지역의 노년층 사이에서 그러한 방언의 사용이 제한적이다. 비록 그러한 지역, 특히 서부 지역의 원주민들이 여전히 말에 웨스트컨트리 영향을 받을 수 있지만, 인구의 이동성 증가와 도시화는 오늘날 지역 버크셔, 옥스퍼드셔, 햄프셔, 아일오브와이트 방언(악센트와는 반대되는 개념)이 본질적으로 사멸했음을 의미한다.
학문적으로 지역적 변형은 방언적 형태로 간주된다. 잉글랜드 방언 조사는 웨스트컨트리 전역의 언어 양식을 표준 영어와 마찬가지로 북부 지역과 완전히 다른 것으로 포착했다. 근접성 때문에 콘월어와 같은 완전히 다른 언어가 존재하는데, 이는 웨일스어와 관련이 있고 브르타뉴어와 더 밀접한 켈트어파 언어이다. 콘월주의 콘월인이 사용하는 콘월 방언은 어느 정도 콘월어 문법의 영향을 받으며, 종종 그 언어에서 파생된 단어를 포함한다.

### 노퍽
노퍽 방언은 노퍽의 전통적인 카운티와 서퍽 북부 지역에서 사용된다. FOND(Friends of Norfolk Dialect)는 노퍽 카운티의 방언을 기록하고 TV 회사에 방언을 사용하는 제작물에 대한 조언을 제공하기 위해 설립되었다.
이스트 앵글리아 방언은 케임브리지셔 일부 지역에서도 사용된다. FLEECE 단어에서 [ei]를 /iː/로 사용하는 것이 특징이다.

### 미들랜즈
- 북부와 마찬가지로, 미들랜즈 악센트는 일반적으로 broad A를 사용하지 않으므로, cast는 대부분의 남부 악센트의 [kɑːst] 발음이 아닌 [kast]로 발음된다. 많은 단어에서 [ɑː]의 북부 한계는 슈롭셔주 중부에서 더 워시까지 잉글랜드를 가로지르며, 버밍엄 바로 남쪽을 지난다.
- 또한, 북부와 마찬가지로, 미들랜즈의 대부분의 악센트는 foot–strut 분리가 없으며, strut이나 but과 같은 [ʌ]를 포함하는 단어는 [ʊ]로 발음되어 putt과 put 사이에 구별이 없다.
- 웨스트미들랜즈 악센트는 종종 뚜렷한 비음적 특성을 가진 것으로 묘사되며, 이스트미들랜즈 악센트는 훨씬 덜하다.
- Old와 cold는 "owd"와 "cowd"로 발음될 수 있으며(웨스트미들랜즈에서는 "loud"와 운율이 맞고 이스트미들랜즈에서는 "ode"와 운율이 맞음), 북부 미들랜즈에서는 home이 "wom"이 될 수 있다.
- 더비셔가 방언 측면에서 웨스트 미들랜즈로 분류되어야 하는지 이스트 미들랜즈로 분류되어야 하는지는 논쟁의 여지가 있다. 방언 전문가인 스탠리 엘리스는 1985년에 웨스트 미들랜즈와 더 비슷하다고 말했지만, 종종 이스트 미들랜즈와 함께 묶이며 지역 이스트미들랜즈의 일부이다.
- 체셔주는 북서부 지역의 일부이지만, 악센트와 방언의 목적상 보통 미들랜즈와 함께 묶인다.

#### 웨스트미들랜즈
- 웨스트미들랜즈 지역에서 가장 잘 알려진 악센트는 버밍엄 악센트(브러미 방언 참조)와 블랙 컨트리 악센트(얌 얌)이다.
- 응집 현상은 없다. -ing 철자 사례는 [ɪŋ]이 아니라 [ɪŋɡ]로 발음된다. 웰스는 스토크온트렌트에서는 이 규칙에 예외가 없었지만, 리버풀과 같이 [ɪŋɡ] 발음을 가진 다른 지역에는 예외가 있었다고 언급했다.[25]
- 방언 동사가 사용된다. 예를 들어 are 대신 am, is not 대신 ay(ain't와 관련), are not 대신 bay, am 또는 강조해서 are 대신 bin. 따라서 베이 창문(bay windows)에 대한 다음 농담 대화가 있다: "어떤 창문이야?" "그건 베이 창문이 아니야." "그럼 베이 창문이 아니면 뭔데?"
- 버밍엄과 코번트리의 악센트는 도시들이 불과 19마일/30km 떨어져 있음에도 불구하고 뚜렷하게 구별된다. 코번트리는 이스트미들랜즈 악센트에 더 가깝다.
- 스토크온트렌트 주변에서는 짧은 i가 ee처럼 들릴 수 있어 현지인이 말하는 것을 들으면 매우 분명하지만, "miss"나 "tip"과 같은 대부분의 다른 단어는 여전히 정상적으로 발음되므로 항상 그런 것은 아니다. 포터리스 악센트는 스토크온트렌트 주변의 도시 지역이 체셔주 경계와 가깝다는 점을 고려할 때 웨스트미들랜즈 악센트 중 가장 뚜렷하게 '북부'적일 수 있다.
- 헤리퍼드셔주와 우스터셔주 및 슈롭셔주의 일부는 웨스트컨트리와 다소 유사한 R-발음 악센트를 가지고 있으며, 이들 카운티의 일부 지역에서는 현지 악센트가 웨일스 악센트와 특징을 혼합한다. 특히 잉글랜드-웨일스 국경에 가까운 지역에서 그렇다.

#### 이스트미들랜즈
- 이스트미들랜즈 악센트는 일반적으로 비R-발음이며, 대신 모음을 길게 끈다.
- PRICE 모음은 매우 뒤쪽에서 시작되며, [ɑɪ]로 실현될 수 있다.[26]
- 이스트 앵글리아와 마찬가지로 요드 탈락이 일부 지역에서 발견될 수 있는데[어디?], 예를 들어 new가 /nuː/로 발음되어 "noo"처럼 들린다.
- 링컨셔에서는 strut과 같은 단어의 u 모음이 [ʊ]로 실현되는 소리가 북부보다 훨씬 짧을 수 있다.
- 레스터에서는 up, last와 같이 짧은 모음을 가진 단어는 북부 발음을 가지는 반면, down, road와 같이 모음을 가진 단어는 남동부 악센트와 더 비슷하게 들린다. border (그리고 도시 이름)와 같은 단어 끝의 모음 소리도 독특한 특징이다.[27]
- 링컨셔주 또한 악센트 측면에서 뚜렷한 남북 분리가 있다. 북부(그림즈비와 스컨소프 주변)는 "car"와 "park"에서 개방형 a 소리나 take, make를 tek, mek으로 대체하는 것과 같이 요크셔와 많은 특징을 공유한다. 링컨셔 남부는 용인 발음에 가깝지만, bath와 같은 단어에는 여전히 짧은 북부 a가 있다. 카운티 북부의 악센트는 종종 킹스턴어폰헐, 동커스터, 셰필드의 영향을 받은 요크셔 방언의 한 형태로 분류된다.[28]
- 표준 영어에서 사용되는 was와 were 단어의 혼용.
- 북부와 남부 등어선이 교차하는 노샘프턴셔주에서는 카운티 북부 주민들은 레스터셔주와 유사한 악센트를 가지며, 남부 주민들은 시골 옥스퍼드셔주와 유사한 악센트를 가진다.
- 북부 노샘프턴셔주의 코비 (노샘프턴셔주) 타운은 스코틀랜드 철강 노동자들의 이주로 인해 스코틀랜드어 특징을 일부 가지고 있다.[29] 코비에서는 GOAT 계열 단어들이 /oː/로 발음되는 것이 흔하다. 이 발음은 스코틀랜드 전역과 북잉글랜드 대부분 지역에서 사용되지만, 코비는 미들랜즈에서 이를 사용하는 유일한 곳이다.[30]

### 북부 잉글랜드
북부 잉글랜드의 대부분 악센트에 공통적으로 나타나는 몇 가지 특징이 있다.
- 북잉글랜드어는 별도의 모음으로 /ʌ/(strut, but 등)를 가지지 않는 경향이 있다. RP에서 이 모음을 가지는 대부분의 단어는 북부 악센트에서 /ʊ/로 발음되므로 put과 putt은 [pʊt]으로 동음이의어가 된다. 그러나 RP에서 /ʊ/를 가지는 일부 단어는 더 보수적인 북부 악센트에서 [uː]를 가질 수 있으므로 luck과 look과 같은 쌍은 /lʊk/과 /luːk/으로 구별될 수 있다.
- 북잉글랜드의 악센트는 일반적으로 /ɑː/를 사용하지 않는다. 따라서 cast는 대부분의 남부 악센트의 [kɑːst] 발음이 아닌 [kast]로 발음된다. 이 발음은 트랩-배스 분리의 영향을 받은 단어에서 발견된다.
- 많은 화자에게 RP /ɑː/의 나머지 사례는 대신 [aː]가 된다. 예를 들어 palm, cart, start, tomato에서 그렇다.
- dress, test, pet 등의 모음은 약간 더 개방적이며, 웰스에 의해 [e]가 아닌 [ɛ]로 전사된다.
- cat, trap의 "짧은 a" 모음은 전통적인 용인 발음과 많은 미국 영어 형태에서 발견되는 [æ]가 아니라 일반적으로 [a]로 발음된다.
- 대부분의 지역에서 happy 또는 city와 같이 단어 끝에 있는 y는 bit의 i처럼 [ɪ]로 발음되고 [i]로는 발음되지 않는다. 이는 1990년대까지 RP로 간주되었다. 더 긴 [i]는 최북단과 머지사이드 지역에서 발견된다.
- 음소 /eɪ/(face에서와 같이)와 /oʊ/(goat에서와 같이)는 종종 단모음(예: [eː]와 [oː])으로 발음된다. 그러나 이러한 모음의 음질은 지역마다 상당히 다르며, 이는 위에 나열된 덜 낙인찍힌 측면보다 화자의 사회 계급을 더 잘 나타내는 지표로 간주된다.

북부 전역에서 사용되는 일부 방언 단어는 확장판 옥스포드 사전에서 "North England" 표기와 함께 나열되어 있다. 예를 들어, 특정 유형의 골목길을 의미하는 ginnell과 snicket, 조직하다를 의미하는 fettle, 또는 ~까지를 의미하는 while의 사용 등이 있다. 가장 잘 알려진 북부 단어는 nowt, owt, summat이며, 이는 대부분의 사전에 포함되어 있다. 더 지역적인 특징에 대해서는 다음 섹션을 참조하라.
"현대 역사"는 이 지역의 언어에서 이름을 따왔지만, 잉글랜드 남부의 많은 노동 계급 방언에서도 자주 사용된다. "I said to him"이라고 말하는 대신, 이 규칙을 사용하는 사람들은 "I says to him"이라고 말할 것이다. "I went up there"라고 말하는 대신, "I goes up there"라고 말할 것이다.
잉글랜드 최북단에서는 현지 언어가 스코트어와 거의 구별할 수 없다. 웰스는 노섬벌랜드 최북단이 "정치적으로는 잉글랜드지만, 언어적으로는 스코틀랜드"라고 주장했다.

#### 리버풀 (스카우스)
리버풀 악센트는 구어적으로 스카우스라고 불리며, 주변 랭커셔의 악센트와는 상당히 다르다. 이는 리버풀이 최근 몇 세기 동안 많은 이민자, 특히 아일랜드인을 받았기 때문이다. 스카우스 언어에 대한 아일랜드의 영향에는 강세가 없는 'my'를 'me'로 발음하는 것과 'th' 소리를 't' 또는 'd'로 발음하는 것이 포함된다(비록 치경음 /t̪/ /d̪/로 구별되지만). 스카우스의 다른 특징으로는 비초성 /k/를 [x]로 발음하는 것과 'r'을 탭 /ɾ/으로 발음하는 것이 포함된다. 또한, buck과 book은 일반적으로 /bʊk/과 /buːk/으로 구별된다.

#### 요크셔
폭풍의 언덕은 상당량의 방언, 특히 요크셔 방언을 포함하는 몇 안 되는 고전 영어 문학 작품 중 하나이다. 호워스를 배경으로 하는 이 작품에서 하인 조셉은 이 지역의 전통적인 방언을 사용하며, 많은 현대 독자들이 이해하는 데 어려움을 겪는다. 이 방언은 1970년대 후반까지 호워스 주변에서 여전히 사용되었지만, 지금은 방언의 특징 중 소수만이 일상적으로 사용되고 있다.
이 오래된 방언은 현재 주로 스키프턴, 오틀리, 세틀 및 골짜기 깊은 곳에 사는 나이든 농부들이 있는 다른 비슷한 장소에서 접할 수 있다.
요크셔 발음에서 RP와의 차이점은 다음을 포함하며 이에 국한되지 않는다.
- H-탈락
- /t/, /d/, /k/는 종종 성문 파열음, [ʔ]로 대체된다.
- hearing과 eating의 [ŋ]은 종종 [n]으로 변경되지만, 셰필드에서는 [ŋɡ]도 들을 수 있다.

#### 티스사이드
티스사이드의 악센트(보통 스모기(Smoggy)로 알려짐)는 요크셔와 함께 묶이기도 하고 북동부 잉글랜드와 함께 묶이기도 하는데, 두 악센트 지역의 특징을 모두 공유하기 때문이다. 이 도시 지역이 20세기 초에 성장했기 때문에 오래된 영어 형태에서 유래한 방언 단어는 적다. 티스사이드어는 피터 트루질이 자신의 "잉글랜드 방언"(The Dialects of England)에서 언급한 현대 방언의 일종이다. Lower Tees Dialect 그룹이 있다.
최근 연구에 따르면 미들즈브러 출신 대부분의 사람들은 자신들의 악센트를 "요크셔"라고 생각하지 않지만, 요크셔와 함께 묶이는 것에 대해 조디 악센트와 함께 묶이는 것보다 덜 적대적이라고 한다.
흥미롭게도 미들즈브러 출신 화자들은 때때로 리버풀 출신 화자로 오해받기도 하는데 이는 그들이 많은 동일한 특징을 공유하기 때문이다. 미들즈브러와 리버풀 악센트 사이의 가끔씩의 유사성은 1900년대 후반 두 지역으로의 아일랜드 이민자 수가 많았기 때문인 것으로 생각된다.
[대부분의] 요크셔 지역과 공유하는 특징의 예시는 다음과 같다.
- H-탈락.
- start, car, park 등과 같은 단어의 /aː/ 소리.
- 요크셔 동부 해안과 마찬가지로 bird, first, nurse 등과 같은 단어는 [ɛː] 소리를 가진다. 이는 baird, fairst, nairse로 표기될 수 있다. [이 모음 소리는 리버풀과 버컨헤드에서도 발생한다].

북동부와 공유하는 특징의 예시는 다음과 같다.
- 정관사 축약 부재.
- /k/, /p/, /t/에 대한 성문 강화는 모두 발생할 수 있다.

"goat"의 모음은 /oː/ 소리이며, 이는 더럼과 시골 북부 요크셔에서 발견된다. 이 지역과 마찬가지로 미들즈브러는 비R-발음 악센트이다.
"face"의 모음은 /eː/로 발음되며, 이는 북동부 잉글랜드에서 흔하다.

#### 컴브리아
- 컴브리아 남부의 퍼니스반도 출신 사람들은 랭커셔 지향 악센트를 가지는 경향이 있으며, 배로인퍼니스 자체의 방언은 스트래스클라이드와 타인사이드 등지에서 온 이주의 결과이다. 배로는 19세기와 20세기에 조선 (산업) 산업으로 성장했으며, 많은 가족들이 이 이미 잘 정착된 조선 도시에서 배로로 일자리를 찾아 이주했다.

#### 북동부 잉글랜드
- 이 지역의 방언은 종종 조디(뉴캐슬어폰타인 지역 화자용) 또는 맥컴(선덜랜드 지역 화자용)으로 알려져 있다. 이 지역 전체의 방언은 대체로 유사하지만 일부 차이점도 존재한다. 예를 들어, culture, father와 같이 -re/-er로 끝나는 단어의 경우, 뉴캐슬 원어민은 끝 음절을 짧은 'a'(fat, back에서와 같이)로 발음하므로 각각 "cultcha"와 "fatha"로 발음한다. 선덜랜드 지역은 이 음절을 다른 악센트와 훨씬 더 가깝게 발음한다. 마찬가지로 조디는 "make"와 "take"를 표준 영어 발음과 일치하게 발음한다. 그러나 맥컴은 이 단어들을 "mack" 또는 "tack"으로 발음한다(따라서 "Mackem"이라는 용어의 기원). 다른 차이점에 대해서는 해당 문서를 참조하라. 더럼주와 노섬벌랜드의 광업 지역 전통 방언에 대한 설명은 피트매틱을 참조하라.
- /k/, /p/, /t/에 대한 성문 강화. 이 특징은 일반적으로 [p͡ʔ], [t͡ʔ], [k͡ʔ] 또는 [ʔ͡p], [ʔ͡t], [ʔ͡k]로 전사된다.[36]
- 북동부 악센트의 특징 중 하나는 스코트어 및 아일랜드 영어와 공유하는 것으로, 꼬리 위치에서 자음군 -lm의 발음이다. 예를 들어, "film"은 "fillum"으로 발음된다. 스코트어와 공유하는 또 다른 특징은 'Aye'라는 단어를 'I'처럼 발음하는 것인데, 그 의미는 '예'이다.
- 또한 스코트어와 유사하게, 법조동사 'can'과 덜 흔하게 'will'은 각각 "cannet"과 "winnet"으로 축약된다. 또한, 'do'의 뚜렷한 부정 형태가 존재한다. 타인사이드와 노섬벌랜드에서는 현지 형태가 "divvent"인 반면, 선덜랜드와 더럼에서는 "dinnet"이 널리 퍼져 있다.[37]

## 유명인이 사용하는 악센트 예시
- 용인 발음: 엘리자베스 2세 여왕의 악센트는 수년에 걸쳐 약간 변했지만, 그녀는 생애 마지막까지 보수적인 RP 형태를 사용했다.[38][39] 마거릿 대처, 주디 덴치, 이언 매켈런, 찰스 3세, 토니 벤, 노엘 카워드, 데이비드 캐머런, 보리스 존슨, 스티븐 프라이, 존 클리즈, 데이비드 딤블비는 RP 화자의 예이다.
- 버크셔주 (남부 시골 악센트): 시인 팸 에이어스(Pam Ayres)는 1974년 경계 변경 전까지 버크셔에 속했던 스탠퍼드 인 더 베일(Stanford in the Vale) 출신이다.
- 더비: 배우 잭 오코널.[40]
- 햄프셔주 (남부 시골 악센트): 고 존 알롯(John Arlott), 스포츠 진행자이자 정원사 찰리 딤모크(Charlie Dimmock).
- 하트퍼드셔주: 코미디언이자 작가 로버트 뉴먼(Robert Newman).
- 랭커셔주: TV 유명인사 프레드 디브나(Fred Dibnah), 코미디언 피터 케이, 맥플라이(McFly) 가수이자 기타리스트 대니 존스, BBC 라디오 1 DJ 버논 케이(Vernon Kay), 가수이자 배우 버나드 리그리(Bernard Wrigley)는 볼턴 악센트가 어느 정도 강하다. 여배우 미셸 홈즈(Michelle Holmes)는 요크셔 서쪽 경계의 악센트와 유사한 로치데일(Rochdale) 악센트를 가지고 있어, 종종 요크셔 드라마에 출연했다. 비누극 코로네이션 스트리트의 배우 줄리 헤스몬달그(Julie Hesmondhalgh), 비키 엔트위슬(Vicky Entwistle), 줄리아 호워스(Julia Haworth)는 이스트 랭커셔 악센트를 가지고 있으며, 이는 약간 다른 억양과 리듬을 가지며 가변적인 R-발음도 특징이다. 여배우 제인 호록스 또한 이스트 랭커셔 악센트를 가지고 있으며, 주로 R-발음 화자이다.
- 레스터: 밴드 카사비안은 레스터 악센트를 사용한다.
- 런던: 페툴라 클라크, 줄리 앤드루스, 롤링 스톤스, 더 후의 옛 녹음들(이들 중 다수는 꾸밈새 있는 패턴을 포함). 명확한 예시는 배우 스탠리 할로웨이(Stanley Holloway)(마이 페어 레이디에서 일라이자 둘리틀의 아버지) 또는 축구 선수 데이비드 베컴을 참조하라.
  - 코크니: 배우 밥 호스킨스와 마이클 케인. 레이 윈스턴은 상당히 구식의 코크니 악센트를 가지고 있으며, 초기 /r/을 /w/로 대체하는 것은 낙인찍혔다. 더 많은 예시는 영화 스내치와 록 스탁 앤 투 스모킹 배럴즈에서 들을 수 있다. 섹스 피스톨즈는 코크니 악센트를 가졌으며, 스티브 존스가 가장 강했다.
  - 모크니(Mockney): 가이 리치와 많은 음악가들이 사용하며, 언어 및 사회 계급 특징의 비표준적 혼합으로 특징지어지는 런던 지역 악센트의 변형이다.
  - 에스추어리: 운동선수 샐리 거널, 모델 케이티 프라이스, 유명 셰프 제이미 올리버
- 맨체스터: 오아시스 멤버 리암 갤러거와 노엘 갤러거, 허만스 허밋, 배우 도미닉 모너핸, 방송인/팟캐스터 칼 필킹턴(Karl Pilkington), 물리학자 브라이언 콕스 (물리학자), 음악가 데이비 존스 (더 몽키스).
- 머지사이드 (스카우스):
  - 리버풀: 리버풀 축구 선수 스티븐 제라드와 제이미 캐러거는 특히 강한 스카우스 악센트를 가진 것으로 자주 언급된다.[41][42] 비틀즈 녹음(조지 해리슨의 악센트가 넷 중 가장 강했다), 게리 앤 더 페이스메이커스(Gerry & The Pacemakers), 에코 앤 더 버니멘(Echo and the Bunnymen). 또한 가수 실라 블랙(Cilla Black)과 배우 크레이그 찰스(Craig Charles), 리키 톰린슨(Ricky Tomlinson). 영국 비누극 브룩사이드는 리버풀을 배경으로 하여 필립 올리비어(Philip Olivier)와 제니퍼 엘리슨(Jennifer Ellison)을 포함한 대부분의 출연진이 스카우스 악센트를 사용했다.
  - 세인트헬렌스: 코미디언 조니 베이거스(Johnny Vegas). 코미디 밴드 랭커셔 핫팟(the Lancashire Hotpots)은 전통적인 R-발음 세인트헬렌스 악센트로 노래한다.
  - 위럴: 코미디언이자 TV 진행자 폴 오그래디(Paul O'Grady) (릴리 새비지(Lily Savage) 예명)는 버컨헤드 출신이며, 데드 오어 얼라이브의 팝 가수 피트 번스는 포트 선라이트 모델 마을 출신이다.
- 노팅엄: 복서 칼 프로치(Carl Froch).
- 솔퍼드: 배우 크리스토퍼 에클스턴, 밴드 해피 먼데이스(Happy Mondays), 뉴 오더.
- 스토크온트렌트 또는 포터리스: 팝스타 로비 윌리엄스, TV 진행자 앤시아 터너(Anthea Turner), 전 팝스타이자 TV 진행자 조나단 윌크스(Jonathan Wilkes).
- 선덜랜드 (맥컴): 록 그룹 더 퓨처헤즈(The Futureheads)의 악센트는 녹음 및 라이브 공연에서 쉽게 감지되며, 전 축구 선수 크리스 워들.
- 타인사이드 (조디): 전 내각 구성원 앨런 밀번(Alan Milburn) 하원의원과 닉 브라운(Nick Brown) 하원의원, 배우 롭슨 그린(Robson Green)과 팀 힐리(Tim Healy), 축구 선수 앨런 시어러, 배우이자 가수 지미 네일(Jimmy Nail), 록 가수 브라이언 존슨, 가수 셰릴, 텔레비전 유명인사 앤트 앤 덱(Ant and Dec), 도나 에어(Donna Air), 제인 미들미스(Jayne Middlemiss).
- 웨스트컨트리: 디블리 부인은 옥스퍼드셔를 배경으로 했으며, 많은 등장인물이 웨스트컨트리 악센트를 사용했다.
  - 브리스틀: 비글 2호 프로젝트의 콜린 필린저 교수, 코미디 작가, 배우, 라디오 DJ이자 감독 스티븐 머천트. 진행자이자 코미디언 저스틴 리 콜린스(Justin Lee Collins).
  - 글로스터셔주: 로리 리(Laurie Lee), 시골 작가.
- 웨스트미들랜즈주: 원 맨 앤 히즈 독(One Man and His Dog)의 진행자 필 드래블(Phil Drabble).
  - 버밍엄 (브러미): 록 음악가 오지 오스본(그는 가끔 미국식으로 말하지만), 재스퍼 캐럿(Jasper Carrott). 더 많은 예시는 브러미 방언을 참조하라.
  - 블랙 컨트리 (얌 얌): 롭 핼퍼드.
  - 코번트리: 영화 씬 시티 (영화)와 킹 아더의 배우 클라이브 오언. 가수 겸 작곡가 테리 홀(The Specials의 리드 보컬).
- 요크셔:
  - 반즐리: 1969년 영화 케스 (영화)에서 주연 배우 데이비드 브래들리와 프레디 플레처는 모두 현재는 덜 들리는 매우 강한 반즐리 악센트를 가지고 있다. 코로네이션 스트리트의 여배우 캐서린 켈리도 반즐리 악센트를 가지고 있다. 또한, 전 노조 지도자 아서 스카길은 약간 약화된 반즐리 악센트를 가지고 있다.
  - 브래드퍼드: 가수 개러스 게이츠, 원 디렉션의 제인 말리크, 걸스 얼라우드의 킴벌리 월시.
  - 헴스워스: 크리켓 선수 제프리 보이콧(Geoffrey Boycott)은 많은 오래된 탄광 도시에서 발견되는 것과 유사한 악센트를 가지고 있다.
  - 홀름 밸리: 라스트 오브 더 서머 와인(Last of the Summer Wine)의 배우 피터 샐리스와 빌 오웬 (샐리스와 오웬 모두 런던 출신), 그리고 월레스와 그로밋의 샐리스.
  - 킹스턴어폰헐: 배우 톰 코트니와 리스 쉬어스미스, 가수 겸 작곡가 폴 히튼(Paul Heaton).
  - 리즈: 스파이스 걸스의 멜라니 브라운과 코로네이션 스트리트에서 리즈 맥도날드 역을 맡은 베벌리 칼라드(Beverley Callard), 가수 커린 베일리 레이, 밴드 카이저 치프스, 모델 넬 맥앤드류(Nell McAndrew), 여배우 앤젤라 그리핀(Angela Griffin), 라디오 DJ 크리스 모일스(Chris Moyles), 코미디언 리 프랜시스(Keith Lemon 예명).
  - 스카버러: 1998년 영화 작은 목소리의 등장인물들.
  - 셰필드: 켄 로치(Ken Loach)의 1977년 영화 탄광의 가격(The Price of Coal)은 거의 전적으로 셰필드-로더럼 지역의 전통 방언으로 촬영되었지만, 이 언어는 쇠퇴하고 있다. 덜 뚜렷한 셰필드 언어의 예시로는 숀 빈, 밴드 펄프, 영화 풀 몬티, 밴드 악틱 몽키즈가 있다.
  - 사우스 험버: 전 잉글랜드 축구 국가대표팀 감독 그레이엄 테일러(Graham Taylor)와 모터사이클 경주자 가이 마틴(Guy Martin).
  - 웨이크필드: 가수 겸 배우 제인 맥도날드(Jane McDonald), 홀리오크 (드라마) 여배우 클레어 쿠퍼, 배우 리스 딘스데일(Reece Dinsdale), 코로네이션 스트리트'의 헬렌 워스(Helen Worth), 밴드 더 크립스.

## 미디어에 나타나는 영국 지역 악센트
더 아처스에는 다양한 웨스트컨트리 악센트를 사용하는 등장인물들이 있었다(맘머셋 참조).
이안 라 프레나이스(Ian La Frenais)와 딕 클레멘트(Dick Clement)의 프로그램들은 종종 다양한 지역 악센트를 포함했으며, 가장 주목할 만한 것은 독일의 조디 사람들에 대한 아우프 비더제헨 펫(Auf Wiedersehen, Pet)이었다. 포리지는 런던과 컴벌랜드 악센트를 특징으로 했고, 더 라이클리 래즈(The Likely Lads)는 잉글랜드 북동부를 특징으로 했다.
칼라 레인(Carla Lane)의 더 리버 버즈(The Liver Birds)와 브레드와 같은 프로그램들은 스카우스 악센트를 특징으로 했다.
2005년 버전의 SF (장르) 프로그램 닥터 후에서, 다양한 런던 사람들이 외계인인 닥터(크리스토퍼 에클스턴 연기)가 왜 북부 출신처럼 들리는지 궁금해한다. 에클스턴은 이 역할에서 자신의 솔퍼드 악센트를 사용했다. 닥터의 일반적인 대답은 "많은 행성들이 북부를 가지고 있어!"이다. 같은 시리즈의 다른 악센트로는 코크니(빌리 파이퍼가 사용)와 에스추어리(캐서린 테이트와 데이비드 테넌트의 10대 닥터가 사용)가 있다.
텔레비전 리얼리티 프로그램 록 스쿨은 두 번째 시리즈에서 서퍽을 배경으로 했으며, 서퍽 방언의 많은 예시를 제공했다.

## 같이 보기
- 미국 영어와 영국 영어의 비교
- 잉글랜드의 언어
- 앵글리시
- 영어 화자의 지역 악센트

## 내용주
1. ↑  랭커셔의 전통적인 R-발음 특징은 점점 비R-발음으로 변하고 있다: Beal, Joan (2004). "English dialects in the North of England: phonology". A Handbook of Varieties of English (pp. 113–133). Berlin, Boston: Mouton de Gruyter. p. 127.
2. ↑  [ɪ]는 중앙 미들랜즈(노팅엄과 더비 중심)를 정의한다.
3. ↑  [uː]는 이스트미들랜즈(레스터와 러틀랜드 중심)를 정의하며, 부분적으로 남부 미들랜즈(노샘프턴과 베드퍼드 중심)를 정의한다.
4. ↑  [eː]는 사우스 험버사이드 또는 노스 링컨셔(스컨소프 중심)를 정의한다.
5. ↑  [ɪo]는 남부 미들랜즈(노샘프턴과 베드퍼드 중심)를 정의한다.
6. ↑  [eː]는 하위 남서부(콘월과 데번)를 정의한다.
7. ↑  [ɪo]는 중앙 남서부를 정의한다.

## 더 읽어보기
- Partridge, A. C. (1969). Tudor to Augustan English: a Study in Syntax and Style, from Caxton to Johnson, in series, The Language Library. London: A. Deutsch. 242 p. SBN 233-96092-9